# Barbara Hinger
Barbara Hinger (* 1960 in Leoben) ist eine österreichische Fremdsprachendidaktikerin und Angewandte Linguistin.

## Leben
Nach der Sponsion 1987 zum Magister der Philosophie im Lehramtsstudium Spanisch und Geschichte/Sozialkunde und der Absolvierung des Probejahrs für diese Fächer war sie von 1989 bis 1992 österreichische Lektorin an der Universität Sevilla. Anschließend unterrichtete sie Spanisch und Geschichte/Sozialkunde am BG/BRG Mürzzuschlag, wo sie Spanisch als zweite lebende Fremdsprache etablierte. Nach der Promotion 2000 zur Doktorin der Philosophie an der Universität Innsbruck baute sie  dort gemeinsam mit Fachdidaktikkollegen der Anglistik, Slawistik und der klassischen Sprachen Latein und Altgriechisch das Innsbrucker Modell der Fremdsprachendidaktik (IMoF) auf. Die Lehrbefugnis (Romanische Sprachwissenschaft und Sprachendidaktik) wurde ihr 2012 verliehen. Sie war Gründungsprofessorin der Instituts für Fachdidaktik an der School of Education der Universität Innsbruck und leitete das Institut von 2012 bis 2020. Von 2013 bis 2020 war sie Vorsitzende der interfakultären Curriculumskommission für das Lehramt Sekundarstufe (Allgemeinbildung) an der Universität Innsbruck. In dieser Funktion war sie verantwortlich für die gemeinsame Konzipierung und Etablierung des BA- und MA-Studiums Lehramt Sekundarstufe (Allgemeinbildung), das in Kooperation mit den Pädagogischen Hochschulen Tirol und Vorarlberg sowie dem Mozarteum, Standort Innsbruck, die Anforderungen der PädagogInnenbildung Neu im Entwicklungsverbund West implementierte und im Studienjahr 2015/16 in Kraft trat. Seit 2020 ist sie Professorin für Fremdsprachendidaktik (§98) am Institut für Romanistik der Karl-Franzens-Universität Graz.

## Schriften (Auswahl)
- Intensiv versus extensiv. Der Faktor Zeitverteilung im schulischen Fremdsprachenerwerb am Beispiel des Spanischen. ÖSZ-Österreichisches SprachenKompetenzzentrum 2001, ISBN 3-85031-089-2.
- Sprache lehren – Sprache überprüfen – Sprache erwerben. Empirie- und theoriebasierte Einsichten in den schulischen Spanischunterricht: eine Fallstudie. wvt-Wissenschaftlicher Verlag Trier 2016, ISBN 3-86821-678-2.
- Testen und Bewerten fremdsprachlicher Kompetenzen, gem. mit W. Stadler. narr 2018, ISBN 978-3-8233-8028-3.